# Marek Rutkiewicz
Marek Rutkiewicz  (Olsztyn, 8 de mayo de 1981) es un ciclista polaco que fue profesional entre 2001 y 2020.
Fue uno de los ciclistas implicados y acusados en el caso de dopaje denominado Caso Cofidis, sin embargo finalmente no fue sancionado.

## Palmarés
2002
- 1 etapa del Tour de l'Ain

2004
- 1 etapa del Tour de Polonia

2008 (como amateur)
- 1 etapa de la Vuelta al Lago Qinghai
- 1 etapa del Tour de Malopolska

2010
- Szlakiem Grodów Piastowskich, más 1 etapa
- Puchar Uzdrowisk Karpackich

2011
- 1 etapa del Szlakiem Grodów Piastowskich
- 1 etapa del Tour de Malopolska

2012
- Circuito de las Ardenas
- Szlakiem Grodów Piastowskich, más 1 etapa
- Tour de Malopolska, más 1 etapa

2016
- Visegrad 4 Bicycle Race-GP Czech Republic
- 1 etapa del Tour de Malopolska
- 2.º en el Campeonato de Polonia en Ruta

2017
- CCC Tour-Grody Piastowskie, más 1 etapa
- Bałtyk-Karkonosze Tour
- 2.º en el Campeonato de Polonia en Ruta
- Szlakiem Wielkich Jezior

## Resultados en Grandes Vueltas y Campeonatos del Mundo
Durante su carrera deportiva consiguió los siguientes puestos en las Grandes Vueltas y en los Campeonatos del Mundo en carretera:
| Carrera         | Carrera         | 2001 | 2002 | 2003 | 2004 | 2005 | 2006 | 2007 | 2008 | 2009 | 2010 | 2011 | 2012 | 2013 | 2014 | 2015 | 2016 | 2017 | 2018 | 2019 | 2020 |
| --------------- | --------------- | ---- | ---- | ---- | ---- | ---- | ---- | ---- | ---- | ---- | ---- | ---- | ---- | ---- | ---- | ---- | ---- | ---- | ---- | ---- | ---- |
|                 | Giro de Italia  | —    | —    | —    | —    | —    | —    | —    | —    | —    | —    | —    | —    | —    | —    | 81.º | —    | —    | —    | —    | —    |
|                 | Tour de Francia | —    | —    | —    | —    | —    | —    | —    | —    | —    | —    | —    | —    | —    | —    | —    | —    | —    | —    | —    | —    |
|                 | Vuelta a España | —    | —    | —    | —    | —    | —    | —    | —    | —    | —    | —    | —    | —    | —    | —    | —    | —    | —    | —    | —    |
| Mundial en Ruta | Mundial en Ruta | —    | 76.º | Ab.  | —    | 45.º | Ab.  | —    | Ab.  | —    | —    | 28.º | 46.º | —    | —    | —    | —    | —    | —    | —    | —    |

—: no participa

Ab.: abandono

## Equipos
- Cofidis (2001-2003)
- R.A.G.T. Sémences-MG Rover (2004)[4]
- Action (2004-2007)
  - Action (2004)
  - Intel-Action (2005-2007)
- DHL-Author (2009)
- Mroz-Active Jet (2010)
- CCC (2011-2015)
  - CCC Polsat Polkowice (2011-2014)
  - CCC Sprandi Polkowice (2015)
- Wibatech (2016-2019)
  - Wibatech Fuji (2016)
  - Wibatech 7r Fuji (2017)
  - Wibatech Merx 7R (2018-2019)
- Mazowsze Serce Polski (2020)